# Pseudogonatodes fuscofortunatus
Pseudogonatodes fuscofortunatus — вид геконоподібних ящірок родини Sphaerodactylidae. Описаний у 2024 році.

## Поширення
Ендемік Венесуели. Поширений на півострові Парія. Типова місцевість — «стежка між Макуро та Лос-Чоррос (Серро-Ель-Ольвідо, 10°41ʹ33″ пн. ш., 61°57ʹ47″ зх. д.), на висоті ~ 500 м над рівнем моря, півострів Парія, штат Сукре, Венесуела».

## Опис
Зовні вид нагадує Pseudogonatodes furvus і Pseudogonatodes manessi з Сьєрра-Невада-де-Санта-Марта в Колумбії та Центрального прибережного хребта у Венесуелі відповідно; однак, він відрізняється від цих видів з точки зору молекулярно-генетичних даних (12S рРНК, 16S рРНК і c-mos), остеологічних ознак і кількості луок. Новий вид є унікальним в остеології черепа, і дослідники використали термін «телескопічний» для опису перекривання кісток у морді, зокрема передщелепної кістки, яка повністю відокремлює носові кістки та контактує з лобовою кісткою. Новий вид також є єдиним відомим видом Pseudogonatodes із зрощеними тім'яними кістками.